# Castel del Monte

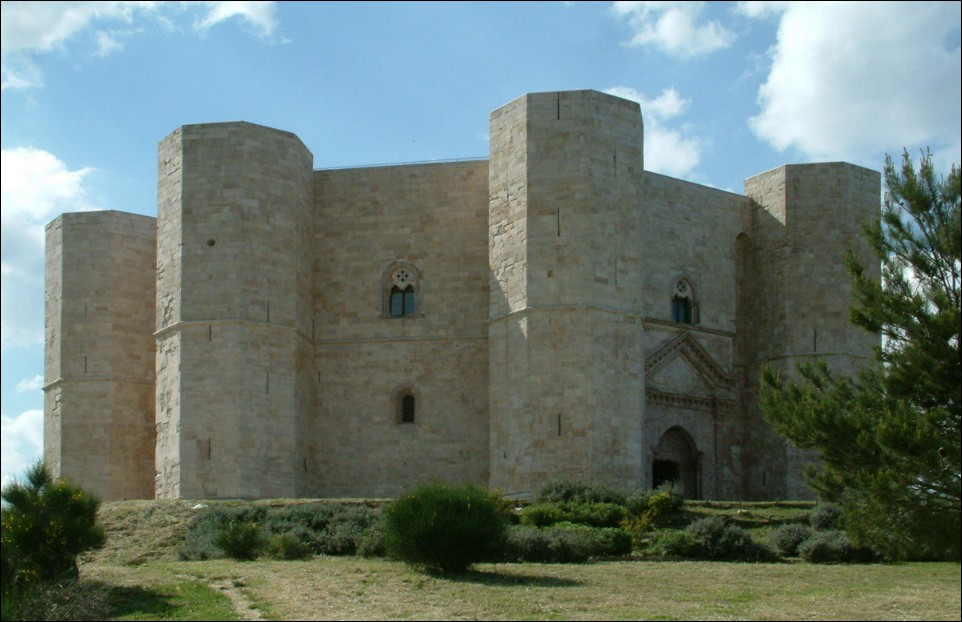
Castel del Monte (Andria)

El Castel del Monte (“Castillo del Monte”; en barese: Castídde d'u Monte; originariamente: Castrum Sancta Maria de Monte, “Castillo de Santa María del Monte”) es sin duda una de las construcciones más populares de los tiempos del emperador Federico II. Se encuentra en Apulia, al sudeste de Italia. El castillo fue levantado entre 1240 y 1250, aunque el edificio da la impresión, sobre todo en su nivel interior, de no haber sido nunca completado. En el lugar en el que se levantó existía anteriormente un monasterio advocado a Santa María del Monte, sin embargo, apenas quedan vestigios de él y se desconoce su aspecto pasado.
Castel del Monte se encuentra a 18 km de la ciudad de Andria específicamente en los alrededores del pueblo de Santa María del Monte. Su fama se debe principalmente a su planta de peculiar forma octogonal. En cada esquina se levanta una torre de la misma geometría. El octógono principal cuenta con una altura de 16,10 m, las torres miden 26 m cada una. La longitud de cada lado del octógono principal es de 16,50 m, y los de las torres de 3,10 m. La entrada principal se orienta hacia el oeste.
En esta fortaleza permaneció cautivo el infante Enrique de Castilla "El Senador", hijo de Fernando III el Santo, rey de Castilla y León, desde el año 1280 hasta el 1294, cuando fue liberado y pudo regresar a su reino.
El castillo es famoso por su atrevida planta octogonal y los detalles clasicistas de la arquitectura. En 1996, Castel del Monte fue nombrado Patrimonio de la Humanidad por la UNESCO, que lo describió como "una obra maestra única de la arquitectura militar medieval". Descrito por la Enciclopedia Italiana como "el castillo más fascinante construido por Federico II", también aparece en la versión italiana de la moneda de un céntimo de euro.

## Funciones y significado
La fortaleza se puede ver de lejos, resaltándose sobre una colina en medio de un paisaje árido. Frecuentemente se hace referencia al castillo como el castillo de caza y la residencia principal y preferida de Federico II. El misterio de su funcionalidad no se explica tan fácilmente. La construcción esconde muchos secretos que se han convertido en un tema tratado, comentado, narrado y analizado en la literatura moderna, empezando por la fecha de construcción, no del todo clara. Sí es seguro que el edificio se levantó en la primera mitad del siglo XIII.
Está convenido que el propio Federico II participó en los planes de construcción de la fortaleza. Originalmente el castillo recibió el nombre de la cercana iglesia de Santa María del Monte, aunque esta ya se había abandonado. Bajo ese mismo nombre también se hace referencia a su construcción en un documento conservado por el emperador Federico II.

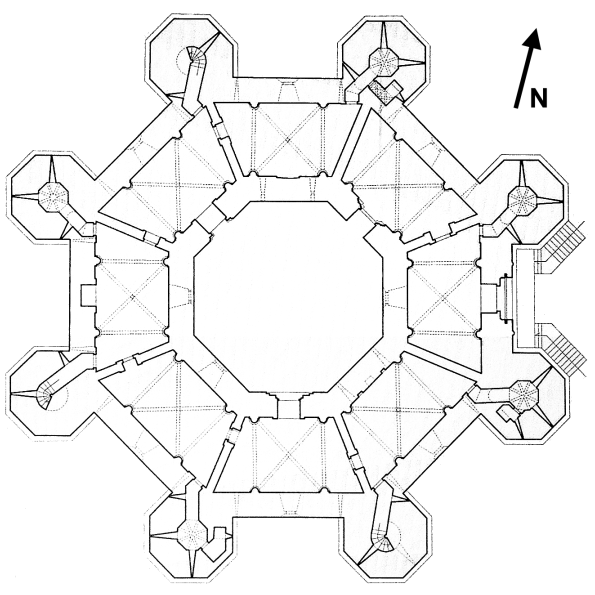
Planta del castillo

El castillo está lleno de simbolismos difíciles de resolver y entender. Su forma de corona no es casual, sino una representación consciente de la corona del emperador. Ocho esquinas también tiene la capilla palatina de la catedral de Aquisgrán, donde Federico II fue coronado. La forma octogonal también se puede relacionar con las decoraciones de la arquitectura musulmana. Otra teoría establece que el castillo fue levantado teniendo en cuenta distintas constelaciones estelares. Así, en diversas fechas del año se producen determinadas situaciones de luz y sombra que convierten al castillo en un calendario celeste en tres dimensiones.
La fortaleza se encuentra conscientemente en una colina, no solamente para tener ventajas estratégicas en caso de guerra, sino también para crear una sensación de mayor altura. Estos aspectos eran importantes, ya que Federico II contaba con muchos enemigos, especialmente entre los círculos de la Iglesia. En 1231, tras el regreso exitoso de Jerusalén, creó el primer Estado con funcionarios especiales para conseguir influenciar en Europa del Este.
Federico II había conseguido reducir el poder de los príncipes territoriales de Apulia, a pesar de lo cual sufría sus ataques continuamente. Sin embargo, el castillo no era una fortaleza defensiva ya que no hubiera tenido ninguna posibilidad frente a un ataque concentrado de sus enemigos. El material del muro es piedra de cal y el de la entrada breccia rossa (piedra roja), materiales ambos poco aptos para resistir un ataque.

## El portal de acceso

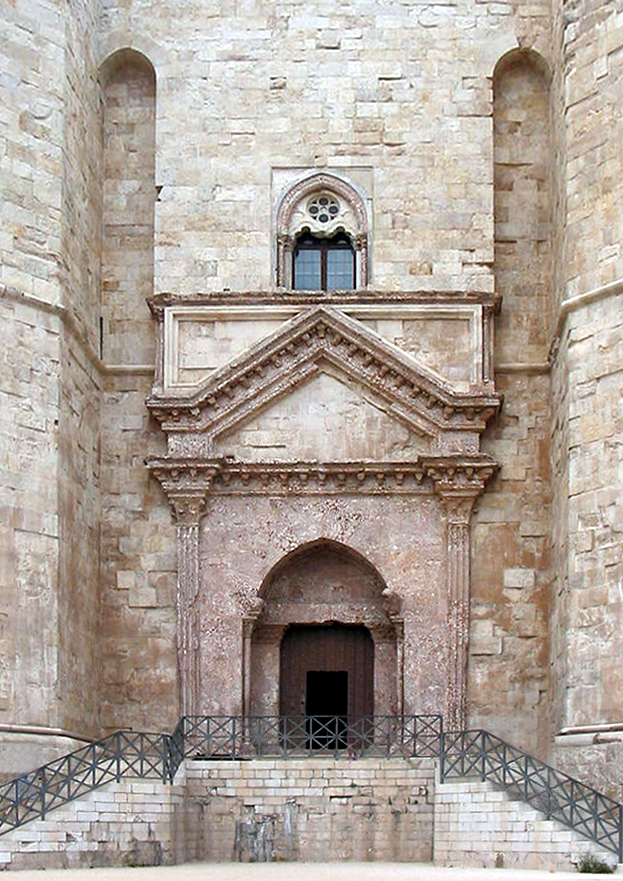
Portal de acceso

Al portal de acceso se le prestó una atención especial. Se encuentra flanqueado por dos pilares y rematado por un frontón, Lo que demuestra influencias clasicistas. Los capiteles pertenecen al arte gótico, mientras que los arcos recuerdan el arte musulmán. Los leones en las columnas, en cambio, son típicos de la arquitectura románica italiana local. Todos estos estilos se mezclan en una sola unidad constructiva y decorativa.
Sobre el portal existe una pequeña ranura que permitía bajar una verja para impedir la entrada. Estas medidas de seguridad también, según una vieja teoría, determinan la estructura del sistema de pasillos del interior del edificio.

## El patio interior
El patio interior también tiene forma octogonal. El número ocho siempre ha tenido una fuerte carga simbólica. Así; por un lado se relaciona con la concepción oriental de la estrella de ocho puntas que representa la corona de los emperadores, y por otro también con el octavo día de la creación del mundo. Así coincide con el día de la resurrección de Cristo, con el que el emperador, conscientemente, quiso relacionarse. El octógono, junto al cuadrado y al círculo, pertenece además al grupo de símbolos de la mente, el espíritu y el más allá.

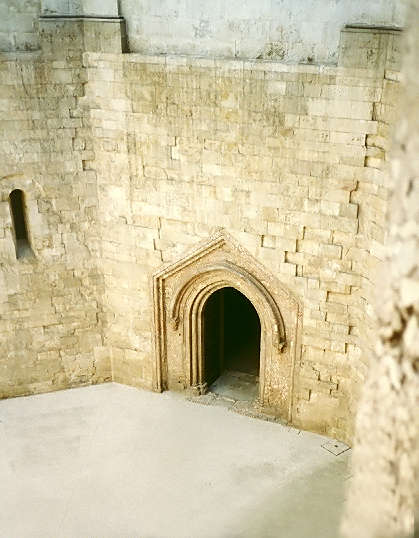
Vista al patio interior

Federico II llevaba una vida lujosa y solía organizar fiestas y encuentros con la alta sociedad. Teóricamente, en Castel del Monte el emperador hacía levantar unas carpas para organizar torneos entre caballeros y otros festejos. Otros investigadores han querido rebatir esta hipótesis, pues no se han encontrado pruebas que evidencien la existencia de estancias específicas para Federico II, ni existen documentos que lo demuestren. El científico italiano De Tommsi, que dirige desde 1972 los trabajos de restauración del castillo, afirma  que Castel del Monte era apto para la vivienda pero, sin embargo, solamente por temporadas limitadas y para un grupo pequeño de personas. 
En el castillo se podía disfrutar de todo tipo de lujos y comodidades aunque no era un castillo en el sentido pleno de la palabra. Aunque contaba con instalaciones militares para la defensa, la ausencia de acequias y de puente levadizo es muy atípica para el lugar y la época. De esto se deduce que no poseía un alto valor militar ni residencial, aunque sí representativo. Tal vez la intención con la que Federico II mandó construirlo se pueda comparar con la de Luis II de Baviera al edificar sus castillos de Neuschwanstein y Herrenchiemsee, que tienen una función representativa y simbólica; pretendían hacer relucir su poder y su riqueza. Ninguno de los dos mandatarios solía frecuentar sus castillos como vivienda.

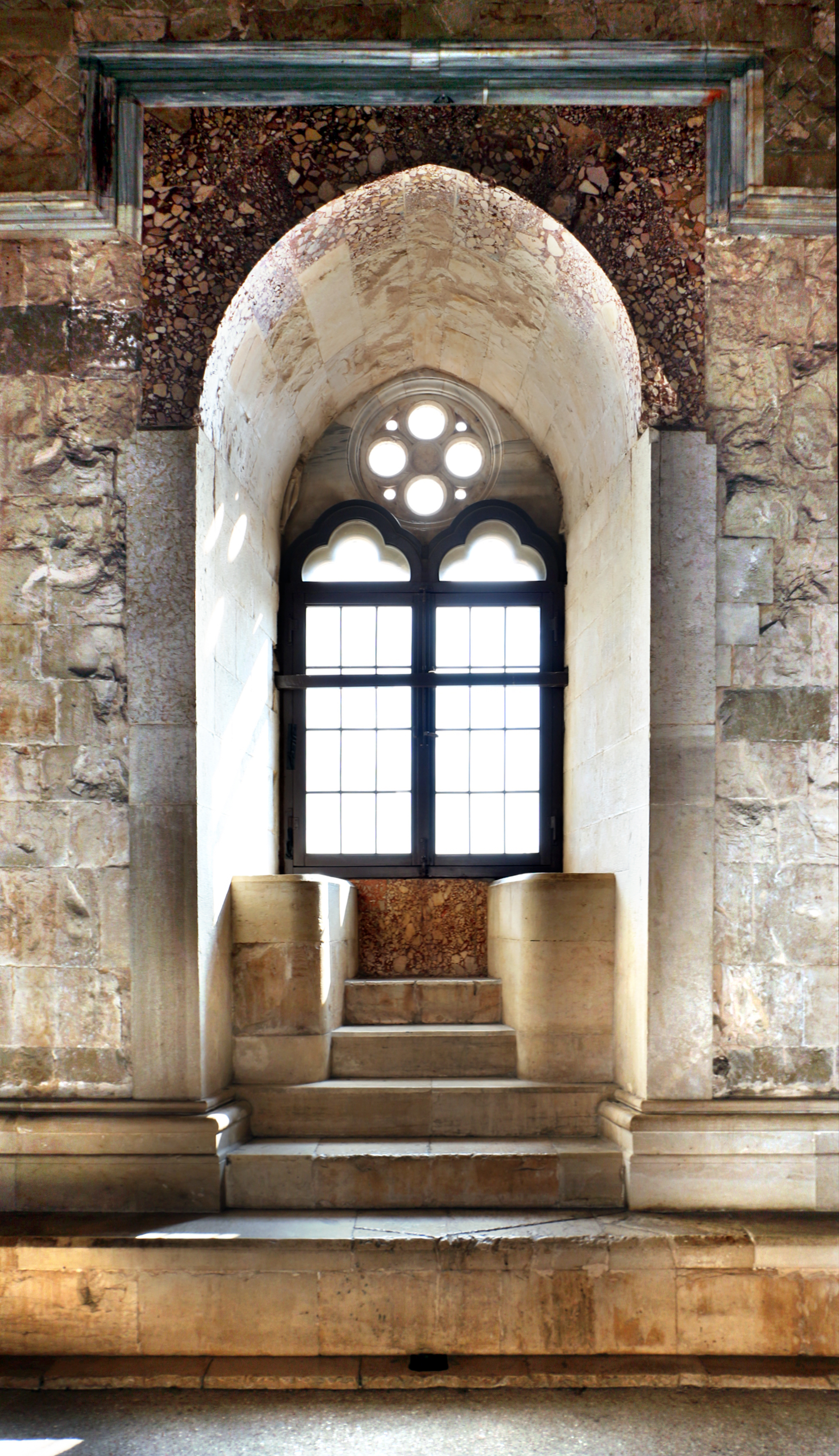
Sala de trono

## La arquitectura
La arquitectura contaba con un sistema de pasillos muy complejo. Era imposible acertar a acceder desde cualquier pasillo a las habitaciones pues éstas conectan unas con otras e incluso es muy complicado llegar a la sala de trono. Durante un tiempo se creyó que el emperador quería protegerse de atentados y que por ello para llegar hasta sus habitaciones había que atravesar una infinidad de cuartos. Así los intrusos eran descubiertos a tiempo por los soldados de guardia.
Hoy en día se opina que no se trataba de ningún laberinto construido para la seguridad del Emperador sino que se debía a una distribución de cuartos correspondiente a los rangos sociales de sus habitantes.
En 1876 el Estado italiano compró el edificio por cerca de 25 000 liras e inició su restauración. El Castel del Monte fue declarado Patrimonio de la Humanidad en 1996. En 2001 se acuñó su imagen en el reverso de una moneda italiana de 1 céntimo.